# 稲垣重昌
稲垣 重昌（いながき しげまさ）は、江戸時代前期の三河国刈谷藩の世嗣。

## 略歴
慶長19年（1614年）、初代藩主・稲垣重綱の子として誕生した。母は森川氏俊の娘。正室は西尾忠永の娘。
重綱の世子だったが、寛永12年（1635年）10月4日に父に先立って死去した。享年22。
このため、家督は重昌が死去した翌年に誕生した重昌の遺児・重昭が継いだ。